# Vytautas Radžvilas

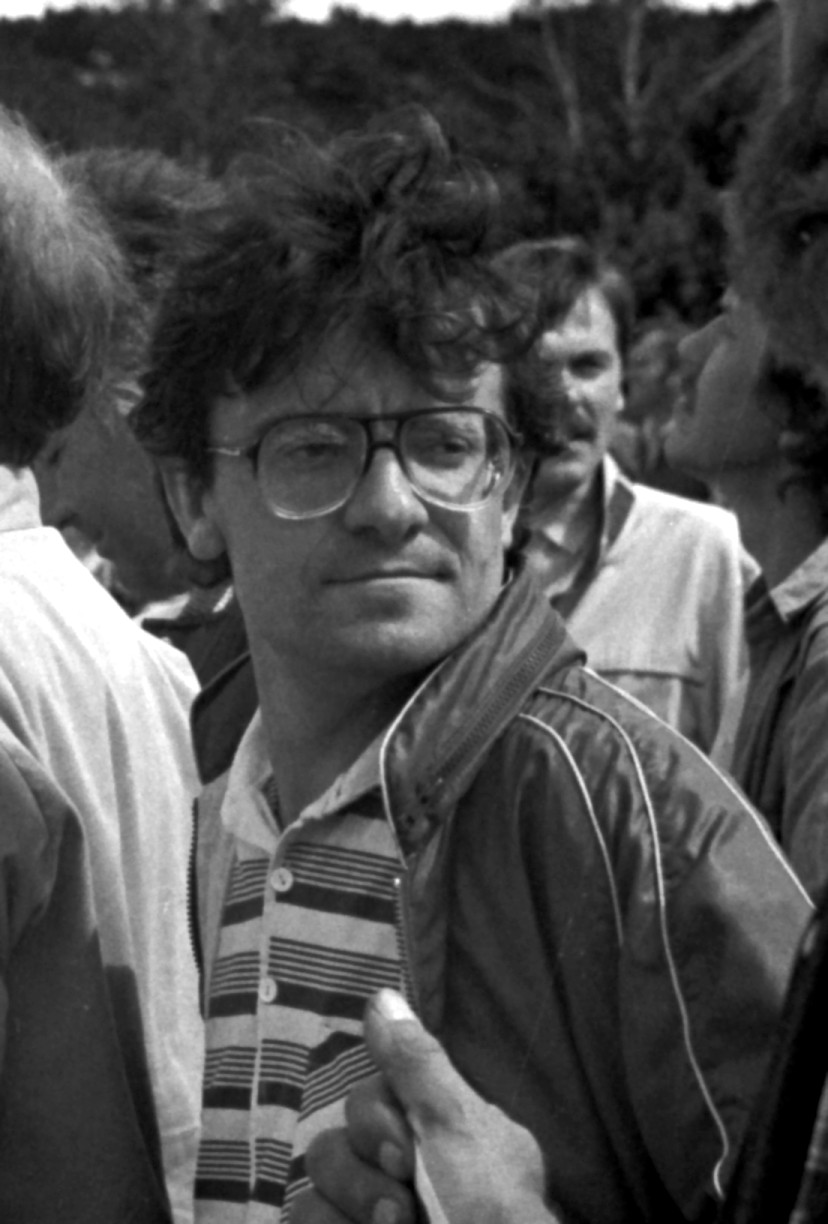
Vytautas Radžvilas

Vytautas Radžvilas (ur. 25 stycznia 1958 we wsi Vismantai, Rejon pokrojski) – litewski filozof, politolog, działacz społeczny i polityczny, publicysta.

## Życiorys
W 1980 ukończył studia na Wydziale Historii Uniwersytetu Wileńskiego. W latach 1981–1984 odbył aspiranturę, a w 1988 uzyskał stopień kandydata nauk filozoficznych. W 1991 otrzymał tytuł docenta.
Od 1980 do 1989 pracował w Katedrze Historii Filozofii Uniwersytetu Wileńskiego, początkowo jako stażysta, a następnie jako wykładowca. W latach 1989–2002 był kierownikiem Katedry Filozofii. Od 2000 pracuje w Instytucie Stosunków Międzynarodowych i Nauk Politycznych Uniwersytetu Wileńskiego, jest kierownikiem Katedry Studiów Europejskich.
W pracy naukowej zajmuje się m.in. metodologią i teorią nauk społecznych oraz transformacją w systemach postkomunistycznych. Jest autorem wielu prac i publikacji w dziedzinie historii, filozofii i nauk politycznych.
Pod koniec lat 80. był jednym z założycieli Sąjūdisu. W latach 1990–1993 stał na czele Litewskiego Związku Liberałów.
Twórca i lider Zjednoczenia Narodowego.